# Naturschutzgebiet Schleifwiesen und Nußloch bei Lindach
Das Naturschutzgebiet Schleifwiesen und Nußloch bei Lindach ist ein Naturschutzgebiet in Kolitzheim im Landkreis Schweinfurt.

## Geschichte
Das Schutzgebiet wurde von der Behörde am 1985 unter Schutz gestellt, die Fläche des Schutzgebietes wurde im Jahr 2007 von 10,3 auf 15,5 Hektar erweitert.

## Geografie und Geologie
Das Naturschutzgebiet ist in zwei räumlich voneinander getrennten Flächen ausgewiesen. Die nördlich gelegenen Schleifwiesen sind ein durch Flurbereinigung aus vielen kleinen Grünflächen entstandenes, ein- bis zweimahdiges Wiesengebiet. Das südlich gelegene „Nußloch“ ist eine nördlich des Lerchenbergs gelegene Schichtquellfläche mit Grünland-Feuchtgebiet mit Feucht- und Nasswiesen mit Streuwiesencharakter, Quellmooren, Kleinseggenrieden, Großseggenrieden, Schilfflächen und Hochstaudenfluren. Das Nußloch ist Teil des Natura2000-Gebiets „Schweinfurter Becken und nördliches Steigerwaldvorland“ sowie ein Teil des Landschaftsschutzgebietes Volkacher Mainschleife.
Westlich erstreckt sich das rund 73 ha große Naturschutzgebiet Wipfelder Mainaue bei St. Ludwig.

## Flora und Fauna
In den Schleifwiesen finden Wiesenbrüter wie Bekassine, Kiebitz, Grauammer und Wiesenweihe eine Heimat. Auf den feuchten Flächen des Nußlochs wachsen heimische Orchideen und Sibirische Schwertlilie.